# 清溪縣 (南唐)
清溪縣，五代南唐时设置的县。
隋朝时，为南安縣地。唐朝咸通五年（864年），析南安縣西北部二鄉置小溪場，南唐保大十三年（955年），小溪场监詹敦仁上书清源军节度使留从效，置清溪縣，属清源军泉州。
北宋宣和三年（1121年），因方腊在睦州清溪縣（今浙江省淳安縣一帶）发动起义，宋徽宗忌讳“清溪”之名，故改為安溪縣。